# State Fair (1962)
State Fair é um filme estadunidense de 1962 dirigido por José Ferrer. É uma refilmagem de State Fair de 1945. Para este filme, foram acrescentadas novas canções, assinadas por Richard Rodgers. O musical foi produzido por Charles Brackett para a Twentieth Century-Fox. 

## Produção
O filme teve cenas filmadas em Dallas e Oklahoma City. Anteriormente filmado e lançado sob o mesmo título pela Twentieth Century-Fox em 1933 e 1945. State Fair marcou o retorno da atriz Alice Faye ao cinema.

## Elenco
- Pat Boone ... Wayne Frake
- Bobby Darin ... Jerry Dundee
- Pamela Tiffin ... Margy Frake
- Ann-Margret ... Emily Porter
- Tom Ewell ... Abel Frake
- Alice Faye ... Melissa Frake
- Wally Cox ... Hipplewaite